# Oscar (mèo trị liệu)
Oscar là một con mèo trị liệu sống tại Trung tâm Điều dưỡng và Phục hồi chức năng Steere ở Providence, Rhode Island, Hoa Kỳ kể từ năm 2005. Nó được chú ý đến công chúng vào năm 2007 khi được một bác sĩ lão khoa David Dosa đăng trên Tạp chí Y học New England. Theo Dosa, Oscar dường như có thể dự đoán cái chết sắp xảy ra của các bệnh nhân mắc bệnh nan y bằng cách chọn ngủ trưa bên cạnh mọi người vài giờ trước khi họ chết. Các giả thuyết cho khả năng này bao gồm rằng Oscar đang phát hiện ra sự thiếu vận động ở những bệnh nhân như vậy hoặc nó có thể ngửi thấy mùi sinh hóa được giải phóng bởi các tế bào sắp chết.
Oscar cũng là chủ đề của cuốn sách năm 2010 của Dosa, Vòng quanh chú mèo Oscar: Món quà đặc biệt của một con mèo bình thường.

## Tiểu sử
Oscar là một con mèo trị liệu được một trong sáu con mèo nhận nuôi vào năm 2005 bởi Trung tâm Điều dưỡng và Phục hồi chức năng Steere House ở Providence, Rhode Island, US Steere House, nơi tự nhận là một cơ sở "thân thiện với vật nuôi" cho phép nhiều loại thú cưng đến thăm và cư trú ở đó, là một đơn vị 41 giường điều trị cho những người mắc bệnh Alzheimer ở giai đoạn cuối, bệnh Parkinson và các bệnh khác, hầu hết mọi người thường không biết về môi trường xung quanh. Oscar đã được mô tả là nói chung là xa cách và "không phải là một con mèo thân thiện với mọi người", đôi khi rít lên với mọi người khi nó muốn bị bỏ lại một mình.

## Dự đoán cái chết
Sau khi Oscar ở nhà Steere khoảng sáu tháng, nhân viên nhận thấy Oscar thường chọn ngủ trưa bên cạnh những cư dân sẽ qua đời trong vòng vài giờ sau khi nó đến. Dường như các nhân viên dường như Oscar đang cố gắng an ủi và cung cấp sự bầu bạn cho mọi người khi họ chết.
Joan Teno, một bác sĩ tại Steere House, đã làm rõ rằng "không phải con mèo luôn ở đó trước. Nhưng con mèo luôn tìm cách xuất hiện và dường như nó luôn ở trong hai giờ cuối cùng của người sắp qua đời."
Sau khi Oscar dự đoán chính xác 25 cái chết, nhân viên bắt đầu gọi các thành viên gia đình của cư dân ngay khi họ phát hiện ra con mèo này ngủ bên cạnh ai đó để thông báo cho họ và cho họ cơ hội để nói lời tạm biệt trước cái chết sắp xảy ra.
Oscar đã trở thành một chủ đề quốc tế vào năm 2007 sau khi Tạp chí Y học New England xuất bản một bài viết về nó bởi bác sĩ lão khoa Steere House David Dosa.